# 圣玛利亚哭泣堂
圣玛利亚哭泣堂（Santa Maria del Pianto）是意大利威尼斯一座罗马天主教教堂，晚期巴洛克风格，八角形，由巴尔达萨雷·隆盖纳（Baldassare Longhena）设计，并受到隆盖纳在威尼斯大运河畔的安康圣母圣殿的启发。 
该堂及圣母忠仆会修女院创建于1647年，作为反对奥斯曼帝国战争的前奏。修女院遵守奥斯定会会规，于1658年完成，教堂于1687年祝圣，供奉流泪圣母和圣若瑟。1810年，修会被取缔，教堂关闭，在1842年重新开放。